# CCI (Unternehmen)

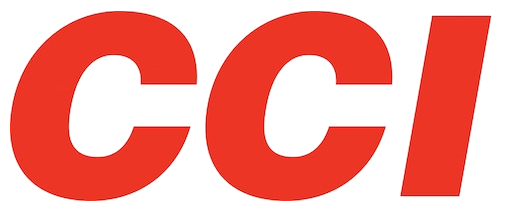
Logo von Cascade Cartridge Inc.

Cascade Cartridge, Inc. (CCI) ist ein US-amerikanischer Munitionshersteller, der 1951 von Dick Speer in Lewiston gegründet wurde. CCI Ammunition war bis 2023 eine Marke von Vista Outdoor.
Nach der Unternehmensgründung produzierte CCI vornehmlich Zündhütchen für behördlich verwendete Zentralfeuermunition. Heute werden hauptsächlich Zündhütchen für zivile Anwendungen und Randfeuerpatronen für die Jagd und den Sportgebrauch hergestellt.
Im Oktober 2023 wurde das Unternehmen von der tschechischen Czechoslovak Group für 1,91 Mrd. Dollar übernommen.